# Soundgarden

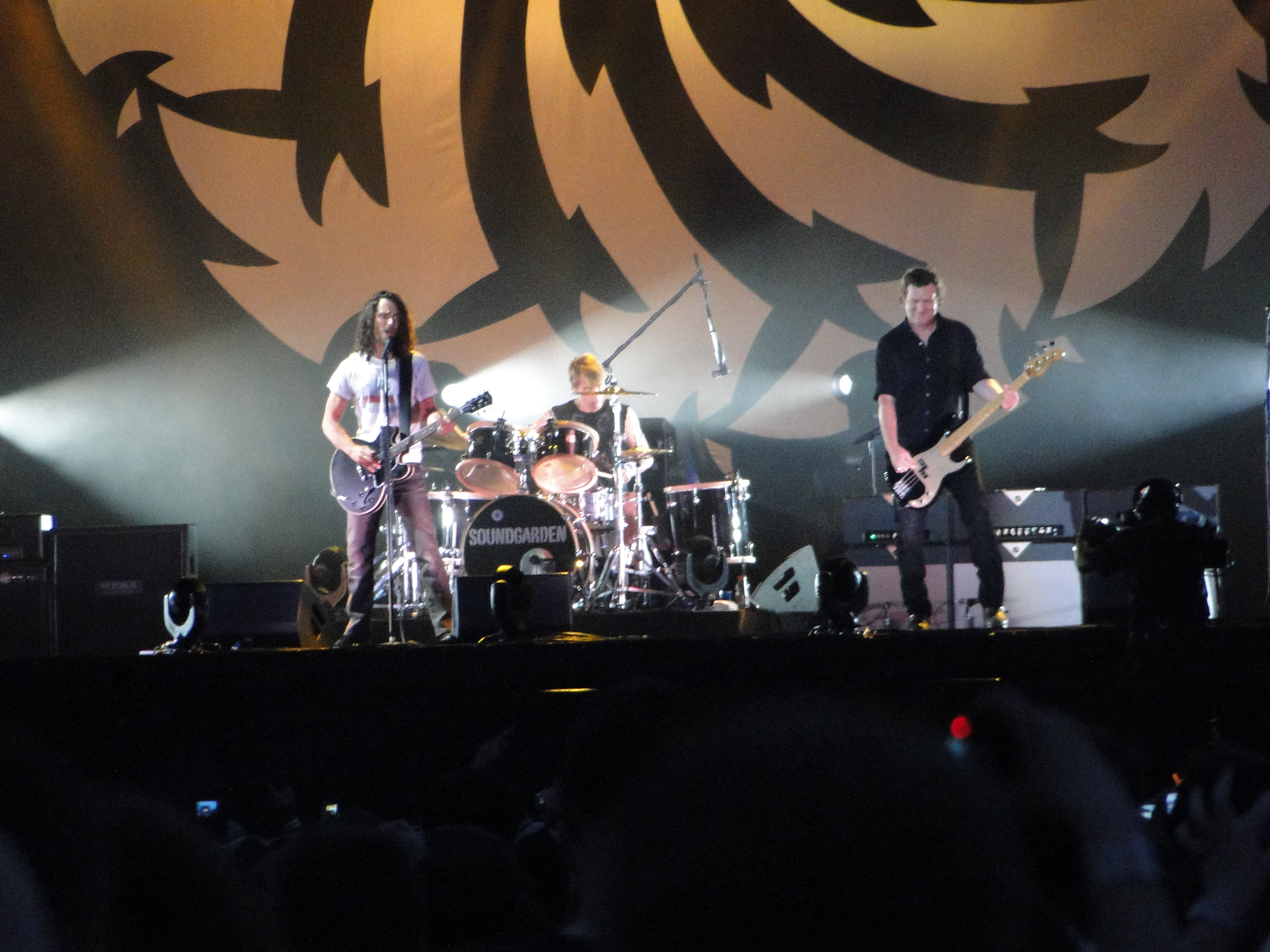
Soundgarden 2010

Soundgarden là một ban nhạc rock người Mỹ thành lập tại Seatle, Washington năm 1984 bởi ca sĩ kiêm guitarist rhythm Chris Cornell, guitarist chính Kim Thayil và bassist Hiro Yamamoto. Matt Cameron trở thành tay trống bổ sung cho ban nhạc năm 1986, trong khi tay bass Ben Shepherd là sự thay thế lâu dài cho Yamamoto vào năm 1990. Ban nhạc tan rã vào năm 1997 và tái hợp vào năm 2010. Cornell vẫn hoạt động cùng Soundgarden cho đến ngày anh qua đời vào tháng 5 năm 2017, đặt tương lai của nhóm vào tình cảnh hoài nghi và hiện Thayil là thành viên sáng lập duy nhất vẫn còn hoạt động trong nhóm.
Soundgarden giành thành công lớn nhất với album Superunknown vào năm 1994. Album đã ra mắt tại vị trí quán quân Billboard 200 và có những đĩa đơn giành giải Grammy là "Black Hole Sun" và "Spoonman". Năm 1997, ban nhạc tan rã do mâu thuẫn nội bộ về hướng đi sáng tạo của nhóm. Sau hơn một thập kỷ làm việc cho các dự án và ban nhạc khác, Soundgarden đã tái hợp năm 2010, và sau đó hai năm Republic Records phát hành album phòng thu thứ sáu của nhóm, King Animal.
Tính đến 2012, Soundgarden đã tiêu thụ hơn 10.5 triệu bản tại Hoa Kỳ, và ước tính 22.5 triệu bản trên toàn cầu. VH1 xếp ở Soundgarden ở vị trí 41 trong danh sách đặc biệt, 100 nghệ sĩ hard rock vĩ đại nhất.

## Thành viên
Hiện tại
- Kim Thayil – guitar chính, hát đệm (1984–1997, 2010–nay), rhythm guitar (2017–nay)
- Matt Cameron – trống, hát đệm (1986–1997; 2010–nay)
- Ben Shepherd – bass, hát đệm (1990–1997, 2010–nay)

Cũ
- Hiro Yamamoto – bass, hát đệm (1984–1989)
- Scott Sundquist – trống, hát đệm (1985–1986)
- Jason Everman – bass, hát đệm (1989–1990)
- Chris Cornell – hát chính, rhythm guitar (1984–1997, 2010–2017; qua đời), trống (1984–1985)

## Đĩa nhạc

### Album phòng thu
- Ultramega OK (1988)
- Louder Than Love (1989)
- Badmotorfinger (1991)
- Superunknown (1994)
- Down on the Upside (1996)
- King Animal (2012)

## Giải thưởng và đề cử
Giải Grammy
| Năm  | Tác phẩm đề cử           | Hạng mục                   | Kết quả   |
| ---- | ------------------------ | -------------------------- | --------- |
| 1990 | Ultramega OK             | Best Metal Performance     | Đề cử     |
| 1992 | Badmotorfinger           | Best Metal Performance     | Đề cử     |
| 1993 | "Into the Void (Sealth)" | Best Metal Performance     | Đề cử     |
| 1994 | "Spoonman"               | Best Metal Performance     | Đoạt giải |
| 1994 | "Black Hole Sun"         | Best Hard Rock Performance | Đoạt giải |
| 1994 | "Black Hole Sun"         | Best Rock Song             | Đề cử     |
| 1994 | Superunknown             | Best Rock Album            | Đề cử     |
| 1997 | "Pretty Noose"           | Best Hard Rock Performance | Đề cử     |
| 2011 | "Black Rain"             | Best Hard Rock Performance | Đề cử     |

Giải Âm nhạc châu Âu của MTV
| Năm  | Tác phẩm   | Hạng mục  | Kết quả |
| ---- | ---------- | --------- | ------- |
| 1994 | Themselves | Best Rock | Đề cử   |